# Toby Alderweireld
Tobias Albertine Maurits „Toby“ Alderweireld (* 2. März 1989 in Wilrijk, Antwerpen) ist ein ehemaliger belgischer Fußballspieler. Der Abwehrspieler stand zuletzt bei Royal Antwerpen unter Vertrag.

## Karriere

### Im Verein
Alderweireld spielte bis 2004 in Belgien beim KFC Germinal Beerschot. Anschließend wechselte er in das Jugendinternat des niederländischen Vereins Ajax Amsterdam. Zur Saison 2008/09 wurde er in den Profikader aufgenommen und bestritt am 18. Januar 2009 sein Ligadebüt beim 4:2-Sieg gegen die NEC Nijmegen. Dabei wurde er in der 82. Minute für Miralem Sulejmani eingewechselt. Den gleichen Wechsel gab es am 26. Februar 2009 im UEFA-Pokal-Spiel gegen den AC Florenz, bei dem Alderweireld sein internationales Debüt gab. Obwohl er im weiteren Verlauf der Saison selten zum Einsatz gekommen war, wurde seine Vertragslaufzeit vorzeitig bis 2014 verlängert. In der folgenden Saison wurde er zum Stammspieler und bildete zusammen mit seinem Landsmann Jan Vertonghen die Innenverteidigung, da der dort zuvor gesetzte Thomas Vermaelen an den FC Arsenal verkauft worden war. Während der Saison erzielte er im Spiel gegen Heracles Almelo sein erstes Tor in der Eredivisie. Am Ende der Saison gewann er mit Ajax den KNVB-Pokal und wurde Vizemeister. Dadurch nahm Ajax an der Champions League teil; dort erzielte Alderweireld beim 2:0-Sieg gegen den AC Mailand sein erstes Tor. Dennoch wurde er mit Ajax – wie auch im folgenden Jahr – nur dritter in der Gruppenphase und spielte in der Europa League weiter, in der die Mannschaft jeweils früh ausschied. In der Liga wurde er mit Ajax zweimal in Folge Meister und bestritt dabei 26 bzw. 29 Partien.
Am 2. September 2013 wechselte Alderweireld zu Atlético Madrid, am 1. September 2014 auf Leihbasis in die Premier League zum FC Southampton. Nachdem der Ausleihvertrag mit dem FC Southampton abgelaufen war, blieb Alderweireld der obersten englischen Liga treu und wechselte zur Saison 2015/16 zu Tottenham Hotspur. Bei den Londonern unterschrieb der Verteidiger einen Vertrag bis 2020. Mit den Spurs erreichte er das Finale der Champions-League-Saison 2018/19, welches gegen den FC Liverpool verloren wurde. Am 20. Dezember 2019 verlängerte Alderweireld seinen Vertrag überraschend vorzeitig bis 2023, nachdem er zuvor mehrfach mit einem Wechsel in Verbindung gebracht wurde.
Insgesamt bestritt Alderweireld 174 Ligaspiele mit acht Toren, 20 Pokalspiele und 42 Europapokal-Spiele mit einem Torerfolg für Tottenham. Im Juli 2021 wechselte er zu al-Duhail SC in Katar. Im Juli 2022 wechselt er zurück nach Belgien und unterschrieb beim Erstdivisionär Royal Antwerpen einen Vertrag mit einer Laufzeit von drei Jahren. In seiner ersten Saison bestritt er 36 von 40 möglichen Ligaspielen für Antwerpen, in denen er sieben Tore schoss, sechs Pokalspiele und fünf Spiele in der Qualifikation zur Conference League. Er beendete die Saison als belgischer Meister und Pokalsieger. Dabei erzielte er im Saisonfinale selbst den wichtigen Treffer zum Ausgleich, der die Meisterschaft bescherte.
Für seine Leistungen im Kalenderjahr 2023 wurde ihm Mitte Januar 2024 der Goldene Schuh (Belgiens Fußballer des Jahres) verliehen.
In der Saison 2023/24 waren es dann 39 von 40 möglichen Ligaspielen, in denen er drei Tore schoss, sechs Pokalspiele mit einem Tor, sieben Spiele im Europapokal und das gewonnene Spiel um den Superpokal. In der nächsten Saison waren es 29 von 41 möglichen Ligaspielen mit wiederum drei geschossenen Toren und für fünf Pokalspielen.
Nach Ende der Saison 2024/25 beendete Alderweireld seine Karriere.

### In der Nationalmannschaft
Alderweireld durchlief diverse belgische Jugendnationalmannschaften. Sein Debüt in der A-Nationalmannschaft gab er schließlich 2009 in einem Freundschaftsspiel gegen Chile im japanischen Chiba. Das erste Pflichtspiel bestritt er im selben Jahr bei einem Qualifikationsspiel für die WM 2010 gegen Estland und verlor dieses mit 0:2; die Nationalmannschaft qualifizierte sich nicht für die WM. Auch in der Qualifikation für die EM 2012 scheiterte er mit der Nationalmannschaft in der Gruppenphase.
Für die WM 2014 qualifizierte sich die Mannschaft mit Alderweireld ebenso wie für die EM-Endrunde im Jahr 2016 in Frankreich. Bei der WM-Endrunde 2014 in Brasilien gehörte er zum belgischen Kader und kam in den ersten beiden Gruppenspielen gegen Algerien und Russland zum Einsatz und wurde mit dem Team Gruppensieger. Alderweireld spielte auch im Achtelfinale gegen die Vereinigten Staaten und im Viertelfinale gegen Argentinien.
Bei der Fußball-Europameisterschaft 2016 in Frankreich bestritt er als Mitglied des belgischen Kaders alle fünf Partien im Turnier über die komplette Spielzeit. Im Achtelfinale gegen Ungarn erzielte er mit einem Kopfball das erste Tor beim 4:0-Sieg. Im Viertelfinale schied das Team gegen Wales aus.
Er nahm mit einer Ausnahme wegen Verletzung an allen Qualifikationsspielen der belgischen Nationalmannschaft zur Fußball-Weltmeisterschaft 2018 teil. Bei der Weltmeisterschaft selbst gehörte er erneut zum belgischen Kader. Lediglich im Gruppenspiel gegen England, vor dem Belgien bereits für das Achtelfinale qualifiziert war, wurde er nicht eingesetzt. Die belgische Nationalmannschaft erreichte in diesem Turnier den 3. Platz.
Bei der infolge der COVID-19-Pandemie erst 2021 ausgetragenen Europameisterschaft 2020 gehörte er zum belgischen Kader. Alderweireld spielte in zwei von drei Gruppenspielen (lediglich im dritten, wo das Achtelfinale schon erreicht war, wurde er nicht aufgestellt) sowie im Achtel- und Viertelfinale. Im Viertelfinale schied Belgien gegen Italien aus.
Anfang März 2023 gab Alderweireld seinen Rücktritt aus der belgischen Nationalmannschaft bekannt.

## Erfolge und Auszeichnungen

### Verein
Ajax Amsterdam (2008–2013)
- Niederländischer Meister: 2010/11, 2012, 2012/13
- Gewinner niederländischer Pokal: 2009/10
- Gewinner Johan Cruijff Schaal (niederländischer Superpokal): 2013

Atletico Madrid (2013–2014)
- Spanischer Meister: 2013/14

Al-Duhail SC (2021–2022)
- Gewinner katarischer Pokal: 2021/22

Royal Antwerpen (2022–)
- Belgischer Meister: 2022/23
- Gewinner belgischer Pokal: 2022/23
- Gewinner belgischer Supercup: 2023

### Persönlich
- Goldener Schuh (Belgiens Fußballer des Jahres): 2023